# Spoorlijn Aigle - Leysin
De spoorlijn Aigle - Leysin is een Zwitserse bergspoorlijn van de voormalige spoorwegmaatschappij Chemin de fer Aigle-Leysin (AL) tussen Aigle en Leysin Grand-Hôtel gelegen in kanton Vaud.

## Geschiedenis
Het eerste trajectdeel, op 5 mei 1900 geopend, loopt als een tramlijn door de stad Aigle naar het depot Aigle en verder naar het in 1932 gesloten Grand-Hôtel.
Op 6 november 1900 werd het tandstaaftraject naar Leysin Feydey geopend. Op 8 september 1915 werd het traject verlengd naar Leysin Grand-Hôtel.
Oorspronkelijk werden de wagens naar Leysin door de stad Aigle door een tram naar het depot in Aigle gebracht waar een tandradlocomotief de wagens overnam.
Het 6,3 kilometer lange traject loopt van het SBB-station in Aigle gelegen in het Rhônedal met een spoorwijdte van 1.000 mm en een tandstaaf Abt. Het tandstaaftraject is 5,3 kilometer lang en heeft een helling tot 230‰.
De Transports Publics du Chablais SA (TPC) was sinds 1975 een samenwerkingsverbond van de AL, ASD en de BVB. In 1977 voegde de AOMC zich bij de TPC.

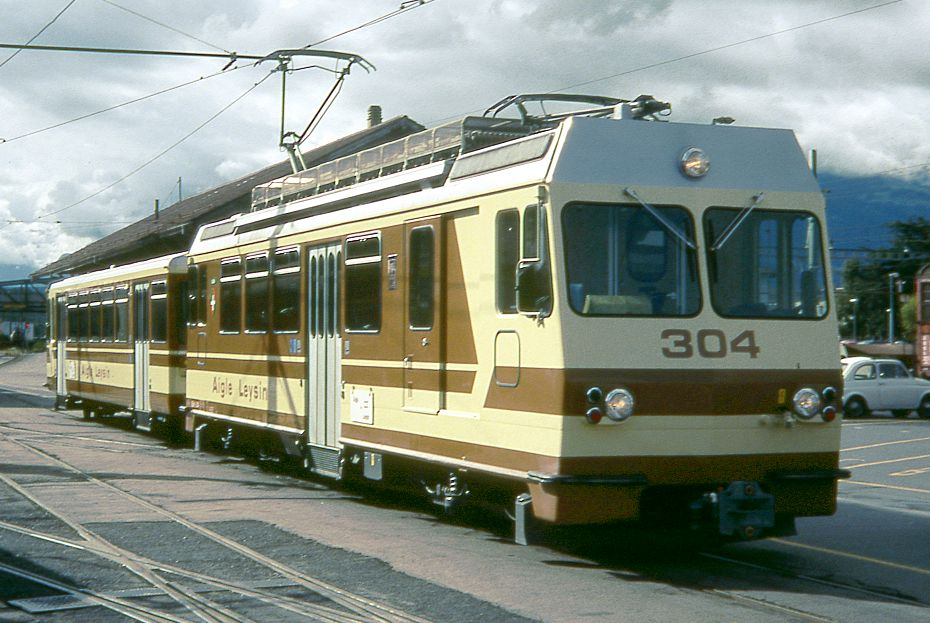
treinstel van de Chemin de fer Aigle–Leysin

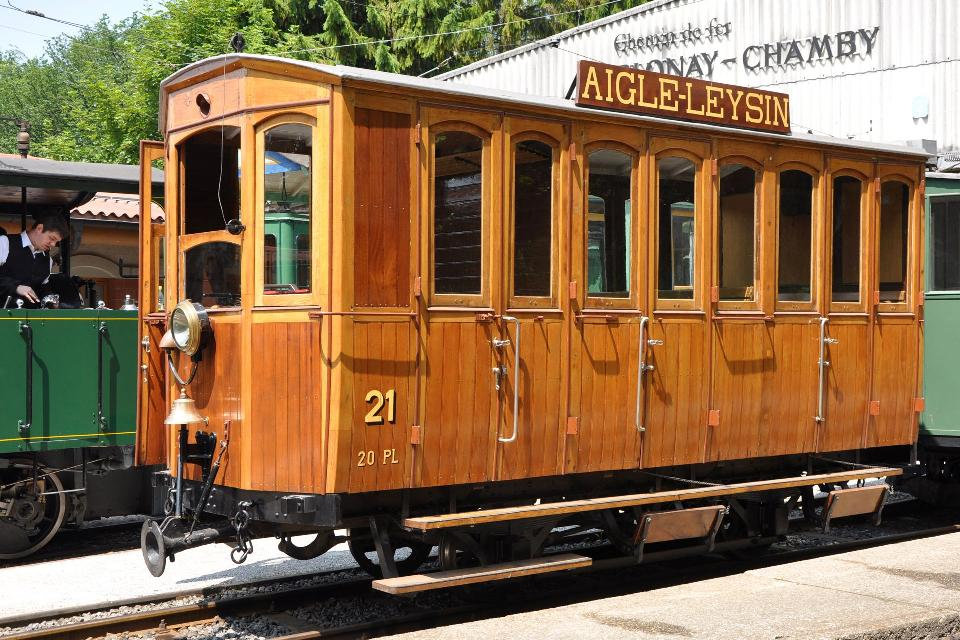
Historische couperijtuigen met bagageafdeling CF^{2} 21 van de Chemin de fer Aigle–Leysin in zomer 2010 bij Museumsbahn Blonay-Chamby in Chaulin

### Toekomst
Sinds 1986 bestaan er plannen voor verlenging van het traject naar de top van de Berneuse waarvoor ook een concessie werd verstrekt. Het traject met een lengte van 5,3 kilometer zou voorzien worden van een tandstaaf en een helling van maximaal 230‰.

### Fusie
De Transports Publics du Chablais SA (afgekort TPC) is een Zwitserse onderneming die ontstond in 1999 door de fusie van:
- - Chemin de fer Bex-Villars-Bretaye (BVB)
  - Chemin de fer Aigle-Leysin (AL)
  - Chemin de fer Aigle-Sépey-Diablerets (ASD)
  - Chemin de fer Aigle-Ollon-Monthey-Champéry (AOMC)

## Tandradsysteem
De Chemin de fer Bex-Villars-Bretaye maakt gebruik van het tandradsysteem Abt. Abt is een systeem voor tandradspoorwegen, ontwikkeld door de Zwitserse ingenieur Carl Roman Abt (1850-1933).

## Elektrische tractie
Het traject werd geëlektrificeerd met een spanning van 600 volt gelijkstroom. Na de opening werd dit verhoogd tot een spanning van 650 volt gelijkstroom. In 1946 werd de spanning verhoogd tot 1300 volt gelijkstroom. Tegenwoordig is de spanning 1500 volt gelijkstroom.